# Аутсорсинг бизнес-процессов
Аутсорсинг бизнес-процессов (англ. Business Process Outsourcing, BPO) — одна из разновидностей аутсорсинга, при которой организация передает на обслуживание другой компании непрофильные бизнес-процессы.
Аутсорсинг бизнес-процессов — наиболее глубокая форма аутсорсинга, предполагающая тесное взаимодействие между клиентом и поставщиком услуг (аутсорсером).
В отличие от аутсорсинга задач[неизвестный термин], предполагающего передачу на сторону отдельных проектов с ограниченными сроками и бюджетом, аутсорсинг бизнес-процессов может не иметь временных ограничений и фиксированного бюджета. В рамках BPO организация передает аутсорсеру не просто отдельные задачи, а замкнутую функциональную область внутри своего бизнеса.

## Преимущества и недостатки BPO
Чаще всего основной целью аутсорсинга бизнес-процессов является снижение издержек, которое достигается за счет более высокой компетенции подрядчика в бизнес-процессах или задачах или процессах, которые ему передаются. Сопутствующими целями заказчиков являются цели трансформации процессов, привлечение инноваций, развитие персонала, повышение его вовлеченности, реализация социальных проектов. Однако, в отличие от аутстаффинга снижение издержек в случае BPO является более значительным за счет повышения операционной эффективности всего процесса, оно достигается в долгосрочном периоде, часто требует серьёзной начальной подготовки и внутренней экспертизы реализации таких проектов. Недостаток внутренней экспертизы компании компенсируют взаимодействием в внешними экспертами консультантами в области аутсорсинга.
В некоторых случаях основным стимулом к использованию BPO является даже не снижение издержек, а желание сделать их контролируемыми и предсказуемыми. В случае BPO предсказуемость издержек достигается за счет ясных финансовых условий, регламентированных в договоре и соглашении о гарантированном уровне сервиса (SLA).
К основным недостаткам BPO можно отнести сравнительную сложность в реализации — передать стороннему подрядчику не просто конкретные задачи, а полноценные бизнес-процессы значительно труднее. Таким образом, данный вид аутсорсинга требует более серьёзного предварительного анализа при выборе подрядчика, а также возможной адаптации бизнес-процессов к их передаче на сторону.
Поскольку экономическая выгода при BPO достигается за счет более высокой компетенции подрядчика в непрофильных бизнес-процессах организации - в последнее время в рамках BPO аутсорсеру передаются не только процессы, характерные для всех организаций, такие как управление персоналом, расчёт налогов или заработной платы, но и специфические производственные поддерживающие функции.
При использовании BPO стороннему аутсорсеру передаются большие функциональные области, и у компании-заказчика практически всегда возникают опасения за качество и безопасность предоставляемых услуг. Данное обстоятельство все еще является одним из сдерживающих фактором BPO, но заканчивается с началом процесса управления рисками, расстановки приоритетов и качественной квалификационной оценкой присутствующих на рынке профессиональных поставщиков услуг.

## Трансграничный аутсорсинг бизнес-процессов

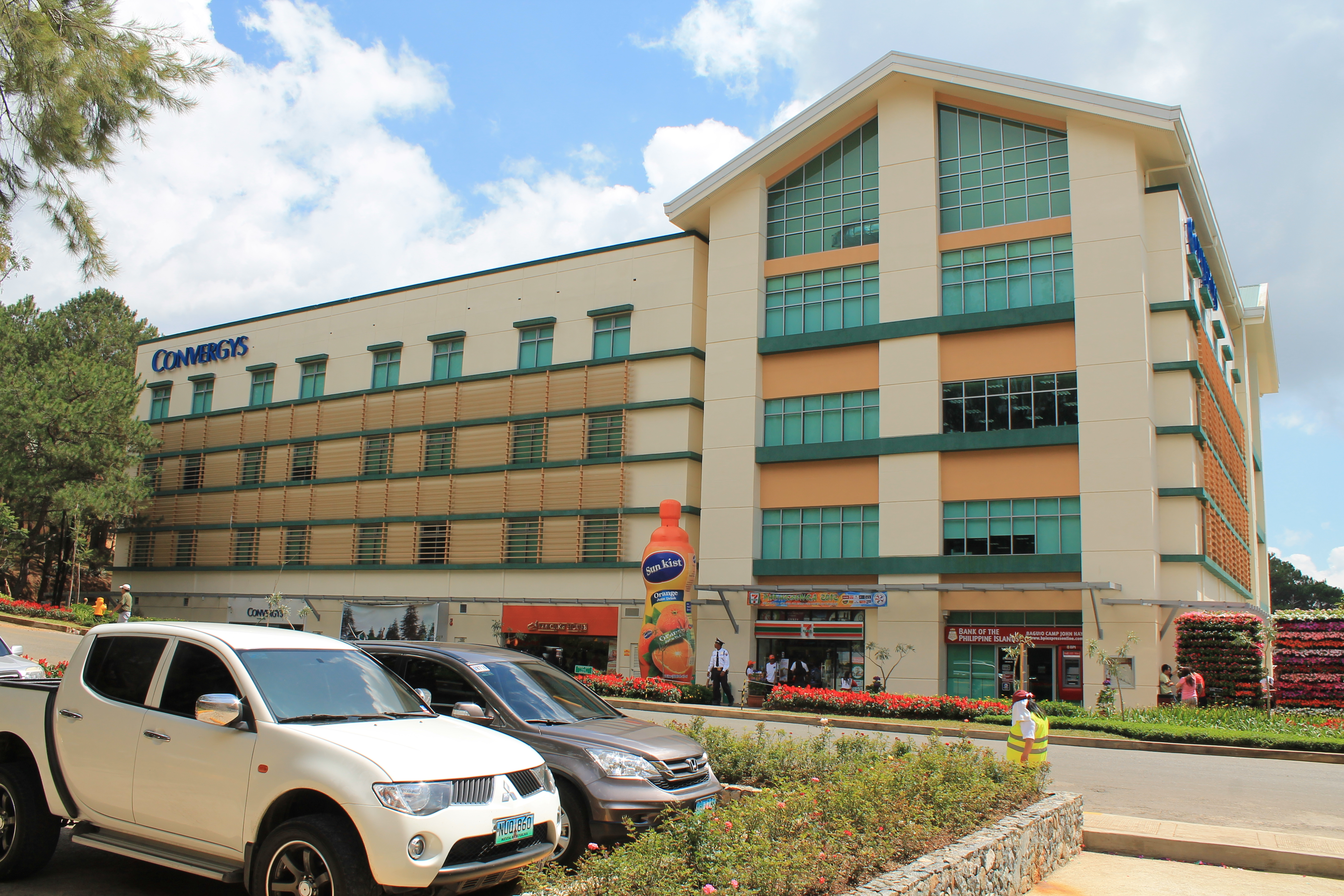
Колл-центр американской компании Convergys в городе Багио (Филиппины)

С развитием информационных технологий увеличивается перечень функций, которые могут быть переданы на аутсорсинг в страны с более дешёвой рабочей силой. Стало обычным явлением оффшорное программирование. Также распространён трансграничный аутсорсинг по обеспечению коммерческой деятельности — на основе переданных данных производится оформление различной коммерческой и финансовой документации, выставление счетов, оформление документов по претензиям. Таким же образом могут предоставляться услуги секретарей, в том числе и перепечатка аудиозаписей, услуги редакторов и тому подобное. Все эти услуги оказываются для англоязычных стран прежде всего в Индии, а также в таких странах, как Малайзия, Филиппины, Египет, Гана, Сенегал. Благодаря снижению стоимости телекоммуникаций стал возможным перенос в другие страны колл-центров. Колл-центры с английским языком действуют в Индии, на Филиппинах, в Малайзии, Пакистане, Шри-Ланке, с французским языком — в Марокко, Сенегале, с испанским языком — в латиноамериканских странах, в испаноязычных анклавах Марокко (Западная Сахара), с японским языком — на северо-востоке Китая (Далянь). Даже медицинские услуги передаются на аутсорсинг в развивающиеся страны — из США передают в Индию рентгеновские снимки, графики электрокардиограмм, результаты компьютерной томографии, а индийские врачи расшифровывают их, пишут к ним комментарии, а затем передают результаты обратно в США. Также на основе аудиозаписей бесед врача с пациентами дистанционно делаются записи в медицинскую карту — такие услуги предоставляются в Индии, на Филиппинах, в Пакистане.